# لارنس پائول الول ساتن

لارنس پائول الول ساتن

لارنس پُل اِلوِل ساتن (به انگلیسی: Laurence Paul Elwell-Sutton) (زادهٔ ۲ ژوئن ۱۹۱۲ در ادینبورگ - درگذشتهٔ ۲ سپتامبر ۱۹۸۴) ایران‌شناس انگلیسی، استاد دانشگاه ادینبورگ و دانش‌آموختهٔ تاریخ ایران دورهٔ اسلامی و دورهٔ مدرن بود.

## زندگی
به‌دلیل فعالیت‌های پژوهشی‌اش دربارهٔ فرهنگ ایران در سال ۱۹۵۲ به مقام استادیِ زبان و ادبیات فارسی دانشگاه ادینبورگ رسید و در سال ۱۹۷۶ صاحب کرسی پژوهش‌های ایرانی ازطرف دانشگاه یادشده گردید. اِلوِل ساتن سرانجام در سال ۱۹۸۰ ریاست بخش پژوهش‌های جهان اسلام و خاورمیانه را برعهده گرفت و دو سال بعد بازنشسته شد. اِلوِل ساتن پژوهش گری با دانش وسیع در حوزه‌های تحقیق خود بود. وی زبان‌های فارسی و عربی را بسیار دقیق خوانده و به لهجه‌های مختلف نیز آشنا بود. علاقهٔ اصلی او اما به زبان فارسی بود و کتابی هم دربارهٔ نفت ایران منتشر کرد. ابتدا به ادبیات کلاسیک فارسی روی آورد و کتاب وزن شعر فارسی (The Persian Metres) را در سال ۱۹۷۶ منتشر ساخت. سپس راهنمای کتاب‌شناسی ایران زیر نظر وی انتشار یافت. اِلوِل ساتن حوزه فرهنگی ایران را بسیار خوب می‌شناخت و سفرهای بسیار به ایران و افغانستان و تاجیکستان و سایر کشورهای آسیای میانه کرده‌بود.

## آثار
اِلوِل ساتن توجه و علاقه‌ای ویژه به فرهنگ مردم، خاصه قصه‌های ایرانی داشت و مقاله‌های گوناگونی در این زمینه نگاشت؛ ازجمله بانوی نگون‌بخت در قصه‌های ایرانی، خانواده در قصه‌های ایرانی، تأثیر قصه‌ها بر ادبیات معاصر ایران و کچل و کوسه در قصه‌های ایرانی.
کار مهم اِلوِل ساتن گردآوری قصه‌های مشدی گلین خانم بود که بخشی از آن را به انگلیسی هم ترجمه کرد. این کتاب سال‌ها قبل ازسوی نشر مرکز به بازار کتاب عرضه شده‌بود.
کتاب توپوز قلی‌میرزا که ازسوی نشر ثالث اخیراً منتشر شده و به‌زودی روانهٔ بازار خواهد شد، بخشی از پژوهش‌های مردم‌شناسانه و فولکلوریک پروفسور اِلوِل ساتن است که با تلاش اولریش مارزلف، پروفسور ایران‌شناس آلمانی اینک منتشر می‌شود.
او همچنین در نگارش تاریخ ایران کمبریج مشارکت داشت.
افزون بر این، او نویسندهٔ کتاب رضاشاه کبیر یا ایران نو نیز هست که با ترجمهٔ عبدالعظیم صبوری منتشر شده‌است.